# Число Дарсі
Число Дарсі (англ. Darcy number; нім. Darcische Zahl f, Darci-Zahl f) — критерій подібності, що характеризує співвідношення в'язкісних сил і сил тиску. Для фільтраційного потоку записується у вигляді:
Da = μv/k|grad p| ,
де μ — динамічний коефіцієнт в'язкості, Пас; v — швидкість фільтрації, м/с; k — коефіцієнт проникності, м2; |grad p| – ґрадієнт тиску (його модуль) при фільтрації, Па/м.
Число назване на честь франц. інженера-гідравліка Анрі Дарсі (Henry Philibert Gaspard Darcy).